# Targowisko (Grande-Pologne)
Pour les articles homonymes, voir Targowisko.
Targowisko (prononciation : [tarɡɔˈviskɔ]) est un village polonais de la gmina de Lipno dans le powiat de Leszno de la voïvodie de Grande-Pologne dans le centre-ouest de la Pologne.
Il se situe à environ 4 kilomètres au nord de Lipno (siège de la gmina), à 12 kilomètres au nord de Leszno (siège du powiat) et à 56 kilomètres au sud-ouest de Poznań (capitale régionale).

## Histoire
De 1975 à 1998, le village faisait partie du territoire de la voïvodie de Leszno.

Depuis 1999, Targowisko est situé dans la voïvodie de Grande-Pologne.